# Грб Врачара
Грб Врачара је израђен по стандардима српске хералдике, у три нивоа. Аутори оригиналног грба и заставе су Српско хералдичко друштво Бели орао и Драгомир Ацовић.
Крст који доминира штитом је приказ крста са врха главне куполе Храма Светог Саве, који доминира врачарским брдом, на ком месту су Турци спалили мошти Светог Саве.

## Грб из 1993. године
Овај грб у три нивоа усвојен је на седници Скупштини општине Врачар 15. априла 1993. године. Седници је присуствовао и херадличар Драгомир Ацовић, који је одборницима образложио овај грб.
Мали или основни грб општине је плави златом обрубљени штит, на коме је златни крст Светог Саве са куполе његовог храма на Врачару.
Грб општине има и свечаније верзије грба: средњи грб и велики грб.
Средњи грб је истоветан са основним, али је штит крунисан златном бедемском круном са три зупца.
Велики грб је истоветан са средњим грбом, али садржи и држаче – два анђела природног инкарната, белих крила и златних ореола, десни светле, а леви тамне косе увезане лепршајућим тракама, плавим код десног, црвеним код левог држача. Слободном руком сваки анђео држи златно епископско жезло. Анђели су одевени у дуге хаљине златних овратника и рубова, десни у црвеној, леви у плавој и огрнути огртачима, десни плавим постављеним у боји цикламе, леви црвеним постављеним светлозелено. Оба анђела су обувена црвено. Између анђела и штита у тло су пободена црна копља окована златно и истих таквих врхова, са којих се у поље вију стегови Београда – десно и Врачара – лево; стегови су квадратни и опшивени златним ресама. Постамент великог грба је златном травом обрасли Врачарски брег, на коме је, испод штита, отиснут црвени, бело акцентирани печат Светог Саве. У дну грба, на белој траци, исписано је црним словима ВРАЧАР.

### Грб из 2018. године
Године 2018, Скупштина општине начинила је одређене промене на грбу; углавном су тинктуре грба доживеле промене. Одлучено је да се крст на грбу измени из жуте (златне) у белу (сребрну), а оквир штита у црвену боју.
Блазон грба градске општине Врачар, према статуту ове општине гласи:
Мали грб: У плавом сребрни Митрићев крст; око свега црвена бордура.
Средњи грб: На малом грбу бедемска круна с три видљива мерлона.
Велики грб: Средњи грб на постаменту, а на централном делу постамента смештен је фрагмент са именом Светог Саве са печата Карејског типика. Десни чувар штита је Архангел Рафаил одевен у црвену златом обрубљену тунику и плаву хламиду, у десној руци држи златну видарску лигулу, а у левој златни путир; леви држач је Архангел Салатаил одевен у црвену златом обрубљену тунику и златни лорос држи на грудима руке у ставу салтира.